# 土耳其國家氣象局

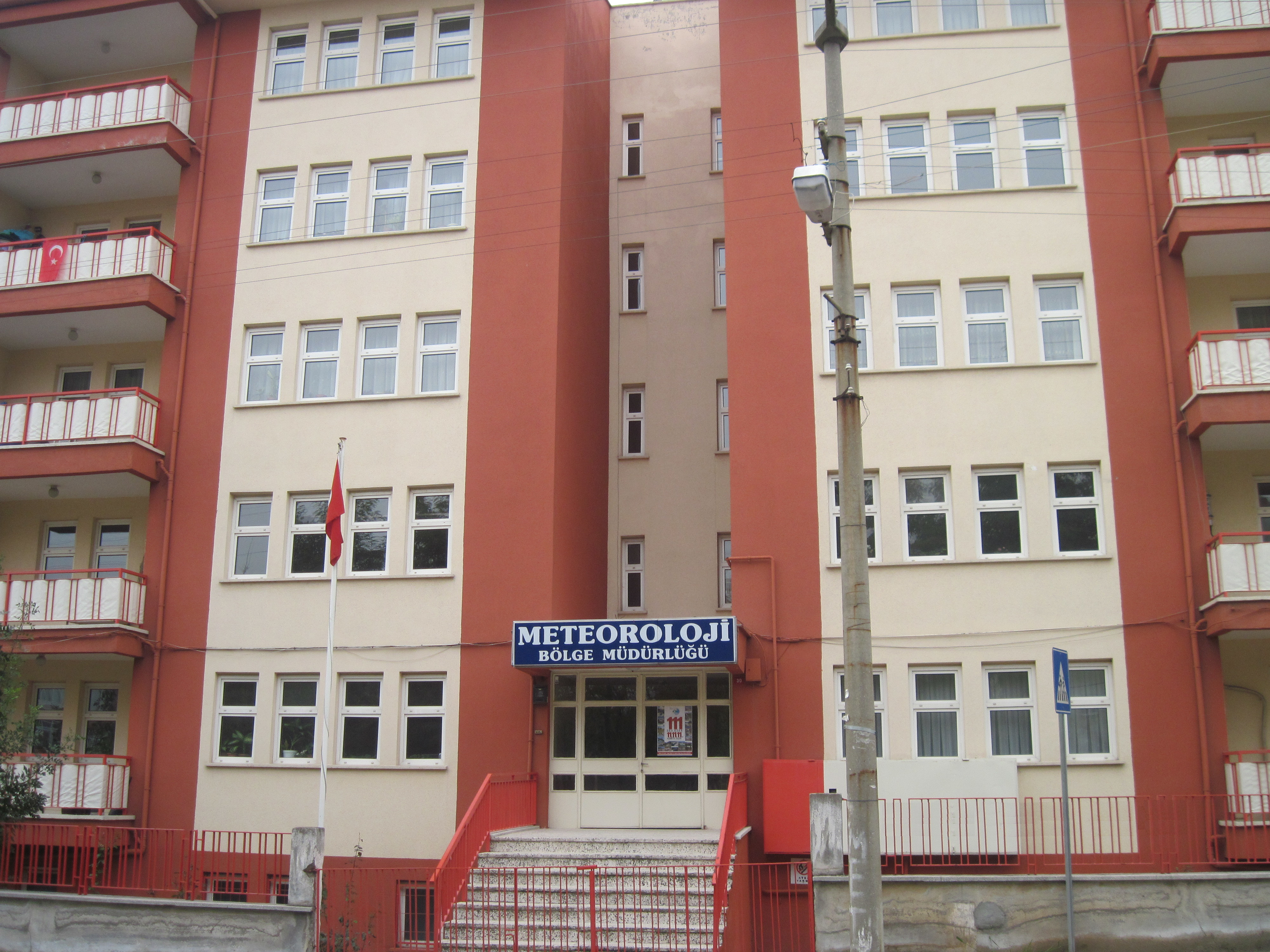
土耳其國家氣象局的辦公大樓.

土耳其國家氣象局（土耳其語：Devlet Meteoroloji İşleri Genel Müdürlüğü (DMİ)）為一土耳其政府的機構，負責氣象觀測並發佈有關土耳其的氣象、及氣候數據。職務上、氣象局對環境和林業部負責。

## 歷史沿革
土耳其開始於1925年11月12日成立第一個氣象組織Rasâdât-i Cevviwas。之後幾年，根據第3127號法律，該組織轉成常規的單一氣象局。1957年5月15日、依據第6967號命令，轉為農業部的附屬機構。1986年1月8日，土耳其國家氣象局以第3524號法律更名為當前的名稱。

## 外部連結
- Official website of the Service （页面存档备份，存于）